# آلن بشام
آلن بشام (انگلیسی: Alan Bassham; ۳ اکتبر ۱۹۳۳ – ۱۹۸۲ (۴۸−۴۹ سال)) بازیکن فوتبال اهل بریتانیا بود.
از باشگاه‌هایی که در آن بازی کرده‌است می‌توان به باشگاه فوتبال برنتفورد اشاره کرد.
وی همچنین در تیم ملی فوتبال England Schoolboys بازی کرده‌است.